# Илија Јовановски Цветан
Илија Јовановски Цветан (Топлица, код Прилепа, 1921 — Здуње, 28. август 1944), учесник Народноослободилачке борбе и народни херој Југославије.

## Биографија
Рођен је 1921. године у селу Топлици, код Прилепа, у сиромашној породици. Док је још био дете, породица му се преселила у Прилеп. Након што је завршио основну школу, почео је да учи за опанчара.
1937. године отишао је из Прилепа у централну Србију, где је радио као пекар. Иако је у Прилепу боравио само повремено, 1937. године успео је да организује штрајк опанчарских калфа у граду. У Краљеву и Крагујевцу истакао се у демонстрацијама и у скривању илегалаца. Кад је дошао на рад у Аранђеловац, већ је био познат међу радничким круговима. 1939. године је постао члан Савеза комунистичке омладине Југославије (СКОЈ).
1940. године наставио је радити као опанчар у Прилепу. Истакао се за време учестовоања у Илинденским демонстрацијама у Прилепу 1940. године, због чега је касније ухапшен. После петнаест дана пуштен је из истражног затвора. Тада је постао члан Комунистичке партије Југославије.
Одмах после окупације, ангажовао се у прикупљању оружја за партизане и скривао у својој кући оружје, војни и санитетски материјал. У лето 1941. године бугарска окупациона власт упутила му је позив за војску. Илија се у договору са секретаром партијске ћелије био сакрио, све док у прилепском крају није била формирана прва партизанска група.
13. септембра 1941. године, био је укључен у прву партизанску чету која је била формирана на Селечкој планини код Прилепа. У рату је више пута учествовао као добровољац у извршавању разних задатака, а истакао се приликом заробљавања бугарских полицајаца за време напада на село Царевић, извршеног 7. новембра 1941. године.
Почетком 1942. године отишао је на илегални партијски рад у Преспу, село на територији Македоније окупиране од Италијана. Био је припадник Првог НОП одреда „Даме Груев“ у Преспи, који је формиран 6. јула 1942. године. Касније је постао командант батаљона. У Првој македонско-косовској бригади 1943. године вршио је дужност заменика команданта батаљона. Био је један од главних курира Главног штаба НОВ и ПО Македоније и Централног комитета Комунистичке партије Македоније.
У јесен 1943. и пролеће 1944. године, Илија је учествовао у борбама за одбрану слободне територије на Дебарцима и у Егејској Македонији. 2. августа 1944. године постављен је за заменика команданта Пете македонске бригаде. 28. августа 1944. године, за време борби против Бугара код села Здуња, смртно је рањен након што је разорио бугарски бункер из непосредне близине.
Указом Президијума Народне скупштине Федеративне Народне Републике Југославије, 2. августа 1952. године, проглашен је за народног хероја.